# 森川数間
森川 数間（もりかわ かずま、1965年6月24日 - ）は、東京都出身の俳優。身長は167cm、体重は56kg、バスト94cm、ウェスト73cm、ヒップ86cm、靴サイズ25cmである。趣味/特技はスノーボード、野球、殺陣。マックス・プロモート所属後、オフィスチャープ所属。

## 出演

### テレビ

#### NHK
- ジイジ〜孫といた夏〜

#### 日本テレビ系列
- 新宿暴走救急隊
- 伝説の教師
- 平成夫婦茶碗
- バーチャルガール
- 世紀末の詩
- 隣人は秘かに笑う
- P.A.
- シンデレラは眠らない
- おとなの夏休み
- CAとお呼びっ!
- 火曜サスペンス劇場 警部補 佃次郎2 黒髪の集点

#### テレビ朝日
- 菊次郎とさき
- おそるべしっっ!!!音無可憐さん
- ビートたけしのTVタックル
- ガラスの仮面 第1話「千の仮面を持つ少女」（1997年）
- スウィートデビル
- 松本清張 黒革の手帖
- 土曜ワイド劇場 事件11 逆転法廷!姉を殺した男が無罪?

OL放火殺人事件と老刑事殺し・完全犯罪の赤い封印

#### TBS系列
- 涙のアンパンマンマーチ
- 世界で一番熱い夏
- 世界の中心で、愛をさけぶ 第10,11話
- 恋を何年休んでますか 第5話
- 3年B組金八先生スペシャル
- ストロベリーオンザショートケーキ
- 私だってキレるわよ〜結婚記念日〜
- オヤジぃ。 第2,4話
- Summer Snow 第11話
- ラストドライブ
- ビューティフルライフ
- 渡る世間は鬼ばかりスペシャル
- 美しい人
- ディア・フレンド
- 天国に一番近い男 第1話
- L×I×V×E
- 魔女の条件
- ママチャリ刑事
- ひとりぼっちの君に
- ラブとエロス
- 海まで5分
- めぐり逢い
- カミさんなんかこわくない
- 青い鳥
- 不機嫌な果実
- 智子と知子
- ドールハウス
- Mの悲劇
- おでことおでこがぶつかって
- 涙そうそう この愛に生きて
- 花より男子
- 硝子のかけらたち
- 協奏曲 第4話
- おとうさん
- 真夜中の雨
- ディア・フレンド
- ブラックジャックによろしく
- 女子刑務所東三号棟
- 夜王 第10,11話
- 孤独の賭け
- ひまわり〜夏目雅子27年の生涯と母の愛〜

#### テレビ東京系列
- パリの恋人
- 刑事追う!
- 女と愛とミステリー 監察医・篠宮葉月 死体は語る2 川辺の死体に索状痕

遺留品が示した謎の数字に犯人の影! 35年前蔵王で息子を捨てた母に復讐する医者の涙

#### フジテレビ系列
- もう涙は見せない
- この世の果て
- お金がない!
- 顔
- ビッグマネー
- 救命病棟24時
- ロケットボーイ
- ラブコンプレックス
- 恋はあせらず
- ひとつ屋根の下2
- 傷だらけの女
- その時がきた
- アットホーム・ダッド
- 離婚弁護士II
- 緋の十字架
- 金曜エンターテイメント 腕まくり看護婦物語7 －結婚旋風編－
- 3番テーブルの客9
- 17才-at seventeen-
- おいしい関係

#### BS-i
- 親子弁護士の探偵帖

### 映画

#### Vシネマ
- 性犯罪白書2

### CM
- レオパレス21